# عزرا (فلم)
عزرا (بالإنجليزية: Ezra) هو فيلم درامي من إخراج نيوتن أدواكا سنة 2007. تم عرضه في مهرجان صاندانس السينمائي 2007 والمهرجان الأفريقي للسينما والتلفزيون في واغادوغو 2007 حيث فاز بالجائزة الكبرى.

## القصة
يكافح عزرا، وهو مقاتل سيراليوني شاب سابق، لإيجاد اتجاهات له والعودة إلى الحياة الطبيعية بعد الحرب الأهلية التي دمرت بلاده. تنقسم حياته اليومية بين مركز لإعادة التأهيل النفسي ومحكمة مصالحة وطنية منظمة برعاية منظمة الأمم المتحدة. خلال محاكمة إعادة التأهيل التي يشارك فيها عزرا، عليه أن يواجه أخته التي تتهمه بقتل والديهما. لكن عزرا لا يتذكر أي شيء. هل يعترف عزرا بهذا الرعب فتغفر له أخته ومجتمع قريته؟

## الممثلون
- مامودو توراي كامارا بدور عزرا
- أوغسطين ماتوري في دور الشاب عزرا
- أبو بكر صوانة بدور ميتشاخ
- مالكوم سميث بدور يونغ ميتشاخ
- ماريام ندياي بدور أونيتشا
- ماموسو كالون بدور مريم
- ميرفيل لوكيبا بدور موسى
- ريتشارد جانت في دور ماك مونديل
- ميرسي أوجيلاد بدور سينثيا
- إميل أبوسولو مبو

## روابط خارجية
- مقالات تستعمل روابط فنية بلا صلة مع ويكي بيانات